# Мис Гальїнас
Мис Гальїнас (від ісп. Gallinas «кури» — «курячий мис») — мис на півночі Колумбії, найпівнічніша точка материка Південна Америка.
Мис Гальїнас розташований на узбережжі Карибського моря. В північній частині департаменту Гуахіра, в муніципалітеті Уріба, близько 150 кілометрів (93 миль) на північний схід від столиці департаменту Гуахіра міста Ріоача (ісп. Riohacha).